# Oligosita thoracica
Oligosita thoracica är en stekelart som beskrevs av Kryger 1932. Oligosita thoracica ingår i släktet Oligosita och familjen hårstrimsteklar.
Artens utbredningsområde är Egypten. Inga underarter finns listade i Catalogue of Life.